# Рапоне
Рапоне (итал. Rapone) — коммуна в Италии, расположена в регионе Базиликата, подчиняется административному центру Потенца.
Население составляет 1203 человека, плотность населения составляет 41 чел./км². Занимает площадь 29 км². Почтовый индекс — 82020. Телефонный код — 0976.
Покровителем коммуны почитается святой Вит, празднование 15 июня.